# 布萊斯德爾 (紐約州)
布萊斯德爾（英語：Blasdell）是位於美國紐約州伊利縣的村。

## 人口
根據2020年美國人口普查的數據，布萊斯德爾的面積為2.91平方千米，皆為陸地。當地共有人口2539人，而人口密度為每平方千米873人。